# Vînohradivka, Peatîhatkî
Vînohradivka (în ucraineană Виноградівка) este localitatea de reședință a comunei Vînohradivka din raionul Peatîhatkî, regiunea Dnipropetrovsk, Ucraina.

## Demografie
Componența lingvistică a localității Vînohradivka
     Ucraineană (94,89%)
     Rusă (1,96%)
     Alte limbi (0,4%)
Conform recensământului din 2001, majoritatea populației localității Vînohradivka era vorbitoare de ucraineană (94,89%), existând în minoritate și vorbitori de armeană (2,55%) și rusă (1,96%).